# Чернятин (Калиновский район)
Черня́тин (укр. Чернятин) — село на Украине, находится в Калиновском районе Винницкой области.
Код КОАТУУ — 0521689003. Население по переписи 2001 года составляет 734 человека. Почтовый индекс — 22444. Телефонный код — 4333.
Занимает площадь 3,478 км².
В селе действует храм Димитрия Солунского Калиновского благочиния Винницкой епархии Украинской православной церкви.

## Адрес местного совета
22444, Винницкая область, Калиновский р-н, с. Чернятин, ул. Ленина, 19